# Sionstoner (1972)
Sionstoner är en sångbok från 1972 som utgavs av Evangeliska Fosterlandsstiftelsen, och blev en melodisångbok, som ersatte föregångaren Sionstoner 1935.
1972 års Sionstoner förebådade i ekumeniskt hänseende 1986 års svenska psalmbok, med dess EFS-tillägg. Ännu fler psalmer än tidigare togs nämligen med, och överensstämmelsen med frikyrkornas sångböcker blev större i fråga om både text och melodier. Antalet sånger bantades ner till 700, och många nyskrivna sånger - främst av Anders Frostenson men också av rörelsens egna författare som till exempel Tore Nilsson, Margareta Malmgren och Thure Byström - infördes i sångboken.
Sånger i Sionstoner 1972:
- Nummer 1-100
  - 1: Herren, vår Gud, är en konung (listad)
  - 2: Hela världen fröjdes Herran (listad)
  - 3: Höga majestät, vi alla   → Text  → Noter → Musik
  - 4: Dig skall ditt Sion sjunga
  - 5: Vi lova dig, o store Gud
  - 6: Nu tacken Gud, allt folk (listad)
  - 7: Allena Gud i himmelrik
  - 8: Vi tro på Gud, som himmel, jord
  - 9: Helig, helig, helig (listad)
  - 10: Loven Gud i himmelshöjd (listad)

- Nummer 101-200
  - 101: Vakna upp, du Guds församling
  - 102: Till Betlehem mitt hjärta
  - 103: Hell dig, du härliga julafton klara
  - 104: Förlossningen är vunnen
  - 105: Fröjdas, vart sinne (listad)
  - 106: Nu tändas tusen juleljus (listad)
  - 107: Stilla natt
  - 108: Ringen, I klockor
  - 109: Var hälsad, sköna morgonstund (listad)
  - 110: Det är en ros utsprungen (listad)

- 201–300
- 301–400
- 401–500
- 501–600
- 601–700

### Fotnoter
1. ↑  ”Sionstoner” (på engelska). Worldcat. 11 mars 1972. https://www.worldcat.org/title/sionstoner-sangbok/oclc/185927156&referer=brief_results. Läst 15 oktober 1972.